# Synagoga Winogradzka w Pradze
Synagoga Winogradzka w Pradze (cz. Vinohradská synagoga) – zbudowana w 1896 roku, w stylu neorenesansowym, przy ulicy Sázavské, na Vinohradach. Synagoga mogła pomieścić ponad 2000 osób, co czyniło ją największą synagogą w Pradze i jedną z największych na świecie.
Synagoga przetrwała bez zniszczeń czasy Holocaustu, lecz najtragiczniejszym momentem było zbombardowanie jej 14 lutego 1945 roku, które spowodowało bardzo poważne zniszczenia. Została rozebrana w 1951 roku, a 10 lat później wzniesiono na jej miejscu szkołę.

## Galeria

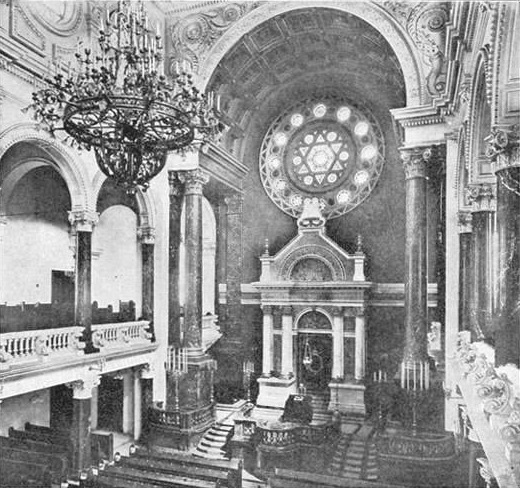
Wnętrze synagogi
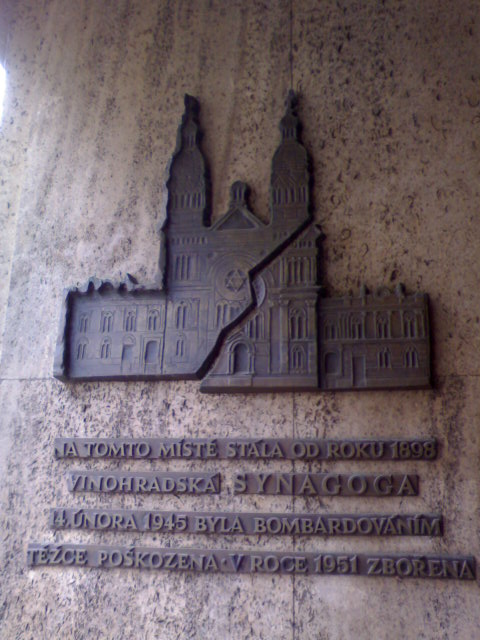
Tablica pamiątkowa upamiętniająca zniszczenie i rozebranie synagogi